# Çanakkıran, Tepebaşı
Çanakkıran là một xã thuộc huyện Tepebaşı, tỉnh Eskişehir, Thổ Nhĩ Kỳ. Dân số thời điểm năm 2011 là 27 người.